# La cortina di bambù
La cortina di bambù (The Bamboo Saucer) è un film del 1968 sceneggiato e diretto da Frank Telford. È una pellicola fantascientifica ambientata nella Cina comunista, in cui l'abbattimento di un UFO si intreccia coi temi della guerra fredda.

## Trama
Durante un volo di collaudo dell’aereo sperimentale X-109, il pilota Fred Norwood si trova improvvisamente di fronte a un disco volante di colore blu ed è costretto a eseguire manovre evasive estremamente rischiose. Al suo rientro, i superiori lo rimproverano per le acrobazie azzardate compiute in volo. Poiché l'UFO non è stato rilevato dal radar, nessuno crede al racconto di Fred riguardo all'incontro con l’oggetto sconosciuto. Inaspettatamente, Fred viene convocato a Washington D.C., dove viene accolto da Hank Peters, capo di una sezione d'intelligence. Hank gli mostra un disegno realizzato da un agente statunitense nella Repubblica Popolare Cinese, nei pressi di Changsha. L’oggetto raffigurato nel disegno somiglia in modo impressionante al disco volante visto da Fred. Hank è ora convinto che l’oggetto avvistato da Fred si trovi Cina. Organizza quindi una missione alla quale partecipano, oltre a Fred, anche alcuni scienziati. Il gruppo si lancia con il paracadute in territorio cinese, nella regione di Changsha. Qui vengono aiutati dall'agente americano Sam Archibald che li conduce alla zona dove il disco volante è atterrato e dove i due piloti alieni sono morti a causa dei batteri terrestri. Per caso, gli americani incontrano anche un gruppo di agenti "russi" guidati da Zagorsky, anch’essi alla ricerca dell’oggetto misterioso. Del gruppo fa parte anche la scienziata Anna Karachev. I russi inizialmente fingono di agire su mandato del governo cinese ma presto si scopre che, come gli americani, si trovano illegalmente nel Paese e sono anch’essi braccati dai militari cinesi. Le due fazioni decidono quindi di unire le forze e, così, trovato il disco volante all’interno di una chiesa abbandonata iniziano ad analizzarlo insieme. Tuttavia, vengono scoperti dall’Esercito Popolare: nello scontro a fuoco che ne segue, la maggior parte degli americani e dei russi perde la vita. Fred, Anna e l'esperto in elettronica Jack Garson riescono a fuggire, facendo decollare il disco volante che, però, tramite il pilota automatico, li conduce nello spazio non ubbidendo ai comandi degli umani. Dopo aver sorvolato la Luna e Marte, ed essere quasi stati colpiti da un meteorite, si dirigono a grande velocità verso Saturno. Solo all’ultimo istante prima di precipitare riescono a disattivare il pilota automatico, evitando lo schianto sul pianeta. Fanno quindi ritorno sulla Terra, decidendo di atterrare in Svizzera, nei pressi di Ginevra, per consegnarlo ad una autorità neutrale, che certamente ne farà uso per il bene di tutta l'umanità.

## Produzione
John P. Fulton, direttore degli effetti speciali, ha collaborato anche al soggetto del film.

## Critica
Secondo Fantafim, "la guerra fredda e il nascente pericolo giallo (il film esce quando in Cina imperversa la rivoluzione culturale e Mao Tse-tung si dichiara nemico di russi e americani) si intrecciano in maniera originale con la fantascienza."